# 金白犬
淑华金氏（？—1506年），朝鲜王朝廢主燕山君的後宮嫔御，原为罗州妓白犬，父亲为金依。
燕山君后期，廣選侍女及公私賤良家女入宫, 数量高达万人。燕山君对最宠爱的妓女赐予爵號, 有淑华、丽媛、闲娥等名目,对其宠爱程度相当于当时后宫的淑容張綠水和淑容田非。罗州妓金白犬被燕山君宠幸后，被册封为淑华。
金淑华依仗燕山君的宠爱，强取豪夺，多行不义。燕山君十二年（1506年），金淑华想抢夺江翎副正李祺的家宅，李祺不依允。金淑华怀恨在心，于是向燕山君诬陷的家奴今音同以不道之言大骂于她。燕山君大怒，命令義禁府堂上、承旨、政丞审理这件事, 李祺的父母、妻子及兄弟、妻父都被囚禁，家室被封闭，家奴被查抄。
在中宗反正後，金白犬与张绿水、田非等后宫嫔御一同被斬首示眾。